# О дивный новый мир
«О ди́вный но́вый мир», другие название «Прекрасный новый мир» и «Счастливый новый мир» (англ. Brave New World) — антиутопический сатирический роман английского писателя Олдоса Хаксли, опубликованный в 1932 году.
В заглавие вынесен фрагмент из трагикомедии Шекспира «Буря» (акт V, сцена первая, перевод Михаила Донского):

    М и р а н д а

О чудо!

Какое множество прекрасных лиц!

Как род людской красив! И как хорош

Тот новый мир, где есть такие люди!
Оригинальный текст (англ.)
O wonder!

How many goodly creatures are there here!

How beauteous mankind is! O brave new world,

That has such people in 't. 

Роман был ответом на «Современную утопию» и «Люди как боги» Герберта Уэллса, автор в основном отталкивался от работы Бертрана Рассела «Научное мировоззрение» (1931), предостерегавшей от возможного в будущем захвата власти кучкой интеллектуалов-технократов.

## Сюжет
Действие романа разворачивается в Лондоне далёкого будущего (в 26 веке нашей эры, а именно в 2540 году). Люди на всей Земле живут в едином «прогрессирующем» государстве, где возведены в основу следующие ценности: беззаботность (работа не принята во внимание по причине естественного желания ей заниматься), сексуальная свобода и потребление. Отсчитывается новое летоисчисление — Эра Т — с появления Форда Т. Потребление возведено в культ, символом потребительского бога выступает Генри Форд, а вместо крестного знамения люди «осеняют себя знаком Т».
Согласно сюжету, люди не рождаются естественным путём, а выращиваются в бутылях на специальных заводах — инкубаториях. На стадии развития эмбриона они разделяются на пять каст, различающихся умственными и физическими способностями — от «альф», обладающих максимальным развитием, до наиболее примитивных «эпсилонов». Дети с момента зачатия готовятся к тем видам труда, который должны будут выполнять. Люди низших каст (будущие чернорабочие и прислуга) специально отупляются, их эмбрионы угнетаются этиловым спиртом и выращиваются с применением метода бокановскизации (почкование зиготы с целью её многократного деления и получения десятков однояйцевых близнецов). Для поддержания кастовой системы общества посредством гипнопедии людям прививается гордость за принадлежность к своей касте, почтение по отношению к высшей касте и презрение к низшим кастам, а также ценности общества и основы поведения в нём. Ввиду технического развития общества значительная часть работ может быть выполнена машинами и передаётся людям лишь для того, чтобы занять их свободное время. Большинство психологических проблем люди решают с помощью наркотика — сомы, который не вызывает абстинентного синдрома, но убивает потребляющих его к возрасту около 60 лет. Благодаря достижениям медицины, к этому возрасту люди не успевают состариться и умирают молодыми и красивыми. Даже смерть они встречают весело, беспрерывно развлекаясь синтетической музыкой, телепередачами и наркотиками. Вместо нравственности людям с детства во сне внушаются примитивные гипнопедические установки на потребление, коллективизм, классовые разграничения и гигиену, например: «Сомы грамм — и нету драм!», «Лучше новое купить, чем старое чинить», «Чистота — залог благофордия», «А, бе, це, витамин Д — жир в тресковой печени, а треска в воде».
Института брака в описанном в романе обществе не существует, и, более того, само наличие постоянного полового партнёра считается неприличным, а слова «отец» и «мать» считаются грубыми ругательствами (причём если к слову «отец» примешан оттенок юмора и снисходительности, то «мать», в связи с искусственным выращиванием в колбах, едва ли не самое грязное ругательство). Уроки сексуального воспитания и сексуальные игры обязательны для всех детей, а взрослые ведут беспорядочную половую жизнь и смотрят в кино порнографию. Все это считается залогом психического здоровья: ведь по учению Фрейда, детско-родительские отношения и сексуальные запреты вызывают неврозы, поэтому и были устранены как вредные. Для нестерилизованных женщин обязательна контрацепция и уроки мальтузианства.
В жизни общества ликвидировано все возвышенное и вызывающее сильные чувства: любовь, религия, высокое искусство, свободомыслие и фундаментальная наука. Все это имеет свои плебейские заменители: безопасный секс и наркотики, культ Форда, индустрию массовых развлечений, внушение стереотипов без подлинных знаний и осмысления. Почти все люди счастливы примитивным, гедонистическим счастьем.
Книга описывает жизнь различных людей, которые не могут вписаться в это общество. Ими становятся те, кто не усвоил всеобщий коллективизм и у кого развились индивидуальность и самосознание.
Героиня романа Линайна Краун — медицинская сестра, работающая на конвейере производства людей, член касты бета (плюс или минус, не сказано). Она состоит в связи с Генри Фостером. Но подруга Фанни Краун настаивает на том, чтобы Линайна придерживалась порядка вещей и была с другими мужчинами. Линайна признаётся, что ей приглянулся Бернард Маркс.
Бернард Маркс — альфа-плюсовик, специалист по гипнопедии, отличающийся от людей своей касты и внешне, и психологически: низкий ростом, замкнут и большую часть времени проводит один, из-за этого обладает дурной репутацией. Про него ходят слухи, что «когда он был в бутыли, кто-то ошибся — подумал, что он гамма, и влил ему спирту в кровезаменитель. Оттого он и щуплый на вид». Дружит с Гельмгольцем Уотсоном — лектором-преподавателем на институтской кафедре творчества, с которым их единила общая черта — осознание своей индивидуальности.
Линайна и Бернард летят на уик-энд в индейскую резервацию, где встречают Джона, в дальнейшем носящего прозвище Дикарь, — белого юношу, рождённого естественным путём; он сын директора воспитательного центра, где они оба работают, и Линды, теперь опустившейся алкоголички и наркоманки, всеми презираемой среди индейцев, а некогда — «беты-минусовички» из воспитательного центра. Линду и Джона перевозят в Лондон, где Джон становится сенсацией среди высшего общества, а Линду помещают в «Умиральницу» (очень современно оснащенный хоспис), где она остаток жизни предаётся сомоотдыху и вскоре умирает от передозировки наркотика.
Джон, влюблённый в Линайну, тяжело переносит смерть матери. Юноша любит Линайну неуместной в обществе возвышенной любовью, не смея признаться ей, «покорный обетам, которые никогда не прозвучали». Она искренне недоумевает — тем более, что подруги спрашивают её, какой из Дикаря любовник. Линайна пробует соблазнить Джона, но из-за консервативных устоев своего племени и запрете иметь сексуальные контакты до свадьбы, он называет её наглой блудницей и убегает.
Психический срыв Джона ещё усиливается из-за смерти матери, он пытается объяснить работникам из низшей касты «дельта» такие понятия, как красота, смерть, свобода. Он срывает их ежедневную раздачу наркотиков, выбрасывает в окно таблетки сомы. Толпа бросается убивать его. Ему пытается помочь Гельмгольц, а Бернард, находясь рядом, пугается и оставляет товарищей, в результате чего всех троих арестовывают и ведут на суд к Главноуправителю.
В кабинете Главноуправителя Западной Европы Мустафы Монда — одного из десяти, представляющих реальную власть в мире, — происходит долгая беседа. Монд откровенно признаёт свои сомнения по поводу «общества всеобщего счастья», тем более, что сам был некогда одарённым физиком. В этом обществе фактически под запретом наука, искусство, религия. Один из защитников и глашатаев антиутопии становится, по сути, рупором для изложения авторских взглядов на будущее религии и экономического устройства общества.
В результате Бернарда отправляют в ссылку в Исландию, а Гельмгольца — на Фолклендские острова. Монд при этом добавляет: «Я почти завидую вам, вы окажетесь среди самых интересных людей, у которых индивидуальность развилась до того, что они стали непригодны для жизни в обществе». А Джон становится отшельником в заброшенной башне. Чтобы забыть Линайну, он ведёт себя неприемлемо по меркам гедонистического общества, где «воспитание делает всех не то что жалостливыми, но до крайности брезгливыми». Например, он борется со своими страстями и молится, вызывает у себя рвоту, чтобы очиститься от скверны цивилизованного мира по традициям своего племени и устраивает самобичевание, свидетелем чего становится репортёр. Джон становится сенсацией — уже во второй раз. О нём снимают фильм, после чего к месту его отшельничества слетаются на вертопланах сотни человек, чтобы поглядеть на диковинного «дикаря». Увидев прилетевшую Линайну, он срывается, бьёт её бичом, крича о том, что она — блудница. Он не смог простить ей того, что он боготворил её, но она оказалась неспособной на любовь и верность, а только на бесстыдную сексуальность. Толпа зевак впадает в исступление под влиянием неизменной сомы, начинается массовая оргия. Джон удерживается от искушения присоединиться к ней. Придя в себя, Джон, раздавленный чувством вины за совершённое грехопадение и крахом своей надежды убежать от искушений, кончает жизнь самоубийством через повешение.

### Кастовая система общества
Разделение на касты происходит ещё до рождения. Выращиванием людей занимается Инкубаторий. Уже в бутылях зародышей делят на касты и прививают определённые склонности к одному роду деятельности и, наоборот, отвращение к другому. У химиков формируют стойкость к свинцу, каустической соде, смолам, хлору. Горнорабочим прививают любовь к теплу. Низшим кастам прививается отвращение к книгам и нелюбовь к природе (гуляя на природе, люди ничего не потребляют — вместо этого было решено прививать любовь к дорогим загородным видам спорта).
В процессе воспитания людям прививается любовь к собственной касте, восхищение к вышестоящей и пренебрежение к низшим кастам.
Каждому человеку, независимо от касты, в детстве прививается культ потребления.
Высшие касты:
- Альфа — ходят в одежде серого/белого цвета. Наиболее интеллектуально развиты, ростом выше представителей других каст. Выполняют самую высококвалифицированную работу. Управленцы, врачи, преподаватели, смотритель резервации.
- Бета — ходят в красном. Медсёстры, младший персонал Инкубатория.

Генетический материал низшим кастам берут у себе подобных. После оплодотворения зародыши проходят специальную обработку, в результате одна зигота почкуется до 96 раз. Это создаёт стандартных людей. «Девяносто шесть тождественных близнецов, работающих на девяноста шести тождественных станках». Затем зародышам значительно снижают подачу кислорода, отчего снижается умственно-телесный уровень. Низшие касты ниже ростом, интеллект снижен.
- Гамма — ходят в зелёном. Секретари и рабочие специальности, требующие небольшого интеллекта; при чрезвычайных ситуациях выполняют обязанности полиции.
- Дельта — ходят в хаки. Санитары в Умиральнице (морге).
- Эпсилоны — ходят в чёрном. Обезьяноподобные полукретины, как их описывает сам автор. Единственная каста, не умеющая читать и писать. Лифтёры, неквалифицированные рабочие.

## Имена и аллюзии
Определённое количество имён в Мировом Государстве, принадлежащих выращенным в бутылках гражданам, можно связать с политическими и культурными фигурами, сделавшими большой вклад в бюрократические, экономические и технологические системы времён Хаксли, а также, предположительно, и в эти же системы «Дивного нового мира»:
- Фрейд — «второе имя» Генри Форда, почитаемого в Государстве, которое он по необъяснимым причинам использовал, когда рассуждал о психологии — по имени Зигмунда Фрейда, основателя психоанализа.
- Бернард Маркс (англ. Bernard Marx) — по имени Бернарда Шоу (хотя не исключена отсылка и к Бернару Клервоскому или Клоду Бернару) и Карла Маркса.
- Линайна (Ленина) Краун (Lenina Crowne) — по псевдониму Владимира Ульянова.
- Фанни Краун (Fanny Crowne) — по имени Фанни Каплан, которая известна, главным образом, как исполнительница неудавшегося покушения на жизнь Ленина. По иронии автора, в романе Линайна и Фанни являются подругами и однофамилицами.
- Полли Троцкая (Polly Trotsky) — по фамилии Льва Троцкого.
- Бенито Гувер (Benito Hoover) — по имени итальянского диктатора Бенито Муссолини и президента США Герберта Гувера.
- Гельмгольц Уотсон (Helmholtz Watson) — по фамилиям немецкого физика и физиолога Германа фон Гельмгольца, и американского психолога, основателя бихевиоризма, Джона Уотсона.
- Дарвин Бонапарт (Darwin Bonaparte) — от императора Первой Французской империи Наполеона Бонапарта и автора труда «Происхождение видов» Чарльза Дарвина.
- Герберт Бакунин (Herbert Bakunin) — по имени английского философа и социального дарвиниста Герберта Спенсера, и фамилии русского философа и анархиста Михаила Бакунина.
- Мустафа Монд (Mustapha Mond) — по имени основателя Турции после Первой мировой войны Кемаля Мустафы Ататюрка, запустившего в стране процессы модернизации и официального секуляризма, и фамилии английского финансиста, основателя Imperial Chemical Industries, ярого врага рабочего движения, сэра Альфреда Монда.
- Примо Меллон (Primo Mellon) — по фамилиям испанского премьер-министра и диктатора Мигеля Примо де Ривера, и американского банкира и министра финансов при Гувере Эндрю Меллона.
- Сароджини Энгельс (Sarojini Engels) — по имени первой индийской женщины, ставшей президентом Индийского национального конгресса, Сароджини Найду и по фамилии Фридриха Энгельса.
- Моргана Ротшильд (Morgana Rothschild) — по фамилиям банковского магната США Джона Пирпонта Моргана и банкирской династии Ротшильдов.
- Фифи Брэдлоо (Fifi Bradlaugh) — по фамилии британского политического активиста и атеиста Чарльза Брэдлоу.
- Джоанна Дизель (Joanna Diesel) — по фамилии немецкого инженера Рудольфа Дизеля, изобретателя дизельного двигателя.
- Клара Детердинг (Clara Deterding) — по фамилии Генри Детердинга, одного из основателей «Royal Dutch Petroleum Company».
- Том Кавагути (Tom Kawaguchi) — по фамилии японского буддистского монаха Кавагути Экай, первого подтверждённого японского путешественника из Тибета в Непал.
- Жан Жак Хабибулла (Jean-Jacques Habibullah) — по именам французского философа эпохи Просвещения Жана-Жака Руссо и эмира Афганистана Хабибуллы-хана.
- Мисс Кийт (Miss Keate) — по фамилии одного из наиболее известных директоров Итонского колледжа Джона Кита[англ.].
- Архипеснослов Кентерберийский (Arch-Community Songster of Canterbury) — пародия на архиепископа Кентерберийского и решение Англиканской Церкви в августе 1930 об ограниченном использовании контрацепции.
- Попе (Popé) — от Попе, лидера восстания индейцев-пуэбло[6].
- Дикарь Джон (John the Savage) — от термина «благородный дикарь», впервые использованного в драме «Завоевание Гранады[англ.]» Джона Драйдена.
- Генри Фостер (Henry Foster) — имя персонажа произошло от соединения имени Генри (Генри Форда) и фамилии Уильяма Зебулона Фостера, деятеля американского рабочего и коммунистического движения.
- Процесс Бокановского (производство клонов с заранее заданными характеристиками) — в честь французского социального реформатора Мориса Бокановского[англ.], сторонника сильной роли государства.

## «Возвращение в дивный новый мир»
Уже в письме от 24 ноября 1945 года, адресованном В. Окампо, Хаксли заметил, что роман «О дивный новый мир» «до ужаса актуален в данный момент и обнаруживает все признаки того (если мы не взорвёмся и не разлетимся на куски за это время), чтобы стать буквальной реальностью в течение жизни следующих двух или трёх поколений».
В 1958 году, спустя почти 30 лет после выхода первой книги, Хаксли публикует её нехудожественное продолжение: «Возвращение в дивный новый мир», в котором он рассуждает, насколько приблизился или отдалился наш мир от описанного в романе 27-летней давности. Хаксли приходит к выводу, что мы движемся к концепции «дивного мира» намного быстрее, чем он предполагал.
В книге он анализирует, почему это происходит, например, как перенаселённость (с момента написания первой книги население планеты увеличилось на 800 миллионов) может привести к образованию тоталитарного режима. Не меньшую роль он уделяет наркотикам и подсознательному воздействию, сравнивает способы пропаганды Геббельса и современные способы «промывания мозгов» через телевидение.
«Возвращение в дивный новый мир» представляет собой эссеистику, рассуждения автора, а не роман, как первая часть. Определённое влияние на «Возвращение» оказала индуистская Веданта, к которой он обратился в 1939 году.
В последней главе своего сочинения Хаксли предлагает меры, которые, по его мнению, смогут предотвратить переход от демократии к тоталитаризму, описанному в книге «О дивный новый мир». Именно эти идеи ложатся в основу его последнего романа — «Остров».

## Адаптации
Роман «О дивный новый мир» Олдоса Хаксли многократно адаптировался для различных медиаформатов, включая театр, радио, кино и сериал. Среди значимых адаптаций — радиопостановка CBS Radio Workshop 1956 года с участием самого Хаксли в роли рассказчика.

### Театр
- Brave New World (открыт 4 сентября 2015 года) в совместной постановке Royal & Derngate, Northampton и Touring Consortium Theatre Company, гастролировавшей по Великобритании. Адаптация была сделана Dawn King, композитор These New Puritans и режиссер Джеймс Дейкр.
- В 2017 году в Московском драматическом театре «Модерн» состоялась премьера спектакля «О дивный новый мир»[8]. Режиссёр — Юрий Грымов[9].

### Радио
- Brave New World (радиопостановка) CBS Radio Workshop (27 января и 3 февраля 1956 года): музыка, написанная и дирижированная Бернардом Херрманом. Адаптировано для радио Уильямом Фроугом. Введение Уильяма Конрада и повествование самого Олдоса Хаксли в роли рассказчика. В постановке участвовали актеры Джозеф Кернс, Билл Идельсон, Глория Генри, Шарлотта Лоуренс, Байрон Кейн, Сэм Эдвардс, Джек Крушен, Вик Перрин, Лурин Таттл, Херб Баттерфилд, Дорис Синглтон.
- Brave New World (радиопостановка) BBC Radio 4 (май 2013 г.).
- Brave New World (радиопостановка) BBC Radio 4 (мая 2016 г.).

### Фильмы
- «Дивный новый мир» (1980), поставил режиссёр Берт Бринкерхофф.
- «Дивный новый мир» (1998), режиссёров Лесли Либман и Ларри Уильямса, сценарист Дэниэл Мазур, в ролях: Леонард Нимой, Питер Галлахер, Тим Гини, Риа Килстедт. Сюжет фильма переносит действие книги ближе к современности. В кастовой системе отсутствуют Эпсилоны. Фокус повествования смещён от Дикаря к Бернарду и Линайне. После смерти Дикаря показана сцена, в которой они уходят из цивилизации и становятся родителями. Также показан намёк на сопротивление воздействию гипнопедии.
- В 2009 году было объявлено о разработке театрального фильма при участии Ридли Скотта и Леонардо Ди Каприо. К маю 2013 года проект был приостановлен.

### Сериалы
- «О дивный новый мир» (2010), мини-сериал режиссёра Леонарда Менкиари.
- «Дивный новый мир» (2020), телесериал, созданный Дэвидом Винером. В мае 2015 года The Hollywood Reporter сообщил, что Amblin Television Стивена Спилберга представит Brave New World на канале Syfy в качестве сериала по сценарию, адаптированного Лесом Боэмом. Адаптация в конечном итоге была написана Дэвидом Винером совместно с Грантом Моррисоном и Брайаном Тейлором, а сериал был заказан для трансляции на USA Network в феврале 2019 года. В конечном итоге сериал перешёл на потоковый сервис Peacock и премьера состоялась 15 июля 2020 года. В октябре 2020 года сериал был отменён после одного сезона.

## Влияние на культуру
Роман «О дивный новый мир» Олдоса Хаксли оказал значительное влияние на массовую культуру, вдохновляя различные формы искусства и медиа. В кино и телевидении его антиутопические темы нашли отражение в таких фильмах, как «Эквилибриум» и «Гатака», а также в популярных телесериалах, включая «Черное зеркало» и «Мир Дикого Запада». Музыкальные альбомы и песни, такие как «Brave New World» группы Iron Maiden, содержат прямые отсылки к роману. Литературные произведения, исследующие темы тоталитаризма, генетической манипуляции и потери индивидуальности, часто упоминают Хаксли как источник вдохновения. Роман также играет важную роль в академических и философских дискуссиях о будущем технологий и этике биоинженерии, подчеркивая его долговременное влияние на культурные и интеллектуальные дискурсы. Название «О дивный новый мир» носит последний эпизод американского телесериала «Герои».

## Переводы книги
Роман «О дивный новый мир» Олдоса Хаксли был переведен на множество языков по всему миру, став доступным для широкой международной аудитории. Первый перевод появился вскоре после выхода оригинала в 1932 году, и с тех пор книга была переведена на более чем 30 языков, включая французский, немецкий, испанский, русский, китайский, японский и многие другие. Переводы романа не только помогли распространить его идеи и темы, но и способствовали его включению в образовательные программы в различных странах. Многие переводы были переизданы несколько раз, что свидетельствует о неизменной популярности и актуальности произведения. Тщательная работа переводчиков позволила сохранить уникальный стиль и глубокие философские размышления Хаксли, делая «О дивный новый мир» важной частью мирового литературного наследия.
Переводы названия романа часто отсылают к схожим выражениям, используемым в местных литературных произведениях: французское издание работы называется «Лучший из всех миров» (фр. Le Meilleur des mondes), что является аллюзией на выражение, использованное философом Готфридом Лейбницем и сатирически высмеянное в «Кандид, или Оптимизм» Вольтера (1759). Первый перевод на китайский язык, выполненный писательницей Лили Сюэ и Аароном Джен-Вангом Сюэ в 1974 году, называется буквально «Прекрасный новый мир» (кит. 美麗新世界).

### Переводы и издания на русском языке
- Прекрасный новый мир: Фрагменты / Перевод Игоря Романовича // Интернациональная литература, 1935, № 8.
- Счастливый новый мир / Перевод Георгия Бена // Время и мы, 1977, № 17.
- О дивный новый мир / Перевод Осии Сороки // Иностранная литература, № 4, 1988 год — с сокращениями.